# Broholm-mødet
Det såkaldte Broholm-møde fandt sted den 14.-15. august 1940 hos hofjægermester Jørgen Sehested på Broholm Gods nær Gudme på Fyn.

## Baggrund
De tyske militære triumfer i 1940 stimulerede de kredse i Danmark, som håbede, at de ved Tysklands hjælp kunne omstyrte det gamle politiske "system". DNSAP's hovedorgan Fædrelandet krævede med stigende voldsomhed Frits Clausen til magten. Farligere end de fåtallige danske nazister var LS-bevægelsens voksende aggresivitet og dens samarbejde med nationalsocialisterne. På LS-repræsentantskabsmøde 17. juni 1940 krævede formanden, gårdejer Knud Bach, samlingsregeringens afgang, fordi den ikke kunne skabe det rette tillidsforhold til Tyskland. På trods af forbuddet holdt DNSAP 30. juni i Roskilde et offentligt møde med demonstrationstog gennem gaderne og tyske soldater som aktive deltagere i hårde sammenstød med politiet. Den 2. juli foranstaltede nazister fra hele Sjælland en stor cykeldemonstration gennem København. Alt tydede på, at DNSAP med fuldt overlæg søgte at provokere uroligheder for at skræmme og kompromittere regeringen. Samtidig konspirerede Sehested, Bondeparti-folketingsmanden, proprietær Axel Christian Hartel, Frits Clausen og andre nazistledere ivrigt om samlingsregeringens fald det tyske nazistpartis tillidsmænd i København, især gesandtskabets presseattaché Gustav Meissner.
I Berlin havde SS's efterretningstjeneste (Sicherheitsdienst) muligheder for at udforske og påvirke danske kredse, og især SS-Sturmbannführer Freiherr Eberhard Löw von und zu Steinfurth interesserede sig - ligesom Meissner i København - for at bringe Frits Clausen frem til magten. En agent for von Löw blev sendt til Danmark for at få etableret en sammenslutning mellem DNSAP og LS, og von Löw fik forelagt et forslag om en blandet DNSAP- og LS-regering under Knud Bachs ledelse. Det var von Löw der fik arrangeret Broholm-mødet, hvor både han selv og lederen af det tyske politis afdeling for DNSAP og kulturpolitik, SS-Hauptsturmführer Hans Pahl deltog.
Kredsen omkring Jørgen Sehested tilstræbte at få oprettet en regering med formanden for Landbrugernes Sammenslutning Knud Bach som statsminister, og tanken var at overtale kongen til at acceptere et sådant ministerium. Sehested og folketingsmedlem for Bondepartiet, proprietær Axel Christian Hartel havde i midten af maj måned 1940 henvendt sig til kongen og statsminister Thorvald Stauning for at formå regeringen til at træde tilbage. Da dette initiativ slog fejl, var næste skridt i juni 1940 at søge Landbrugernes Sammenslutning (LS), Bondepartiet og Danmarks Nationalsocialistiske Parti, DNSAP, samlet som en fælles front. Dette initiativ blev imødekommet med en resolution på repræsentantskabsmødet i LS den 17. juni 1940, men herefter var initiativet gået i stå. Broholm-mødets sigte var, at få dette samarbejde i gang.

## Mødedeltagere
Ud over værten, Jørgen Sehested, deltog i mødet bl.a. lederen af den tyske sikkerhedstjenestes skandinaviske kontor i Berlin, SS-Sturmbannführer von Löw, sammen med lederen af det tyske politis afdeling for DNSAP og kulturpolitik, SS-Hauptsturmführer Hans Pahl, formanden for Landbrugernes Sammenslutning Knud Bach, Bondepartiets formand Valdemar Thomsen, lensgreve Frederik Marcus Knuth, Knuthenborg, formanden for DNSAP Frits Clausen, to af DNSAP's ledere Børge Bryld og H.C. Bryld, direktør for Århus Oliemølle Thorkild Juncker og rigsdagsløsgængeren Svend E. Johansen.

## Mødets udfald
Formålet med mødet - at få gang i samarbejdet i fællesfronten mellem LS, DNSAP og Bondepartiet - blev ikke opnået. Et forsøg på at få Bondepartiet til at indordne sig under Frits Clausen mislykkedes.

## Retsopgøret efter besættelsen
Under retsopgøret blev Sehested ved anklageskrift af 14. december 1946 – som ét ud af i alt 11 forhold – tiltalt for overtrædelse af straffelovstillæggets § 13 og § 16, stk. 1, nr. 2, ved at have forhandlet med von Löw og Hans Pahl om ophævelse af mødeforbudet, om udsendelse af propagandamateriale, der var udarbejdet af bl.a. von Löw, til den danske landbobefolkning, om fortsatte angreb på regeringen eller dens enkelte medlemmer, samt om en rejse for L.S. til Berlin for at forhandle med de tyske myndigheder om forhøjelser af priserne på de danske landbrugsprodukter, der eksporteredes til Tyskland. Ved Københavns Byrets dom af 12. juli 1947 blev han i dette tiltaleforhold kendt skyldig i overensstemmelse med anklageskriftet. I dommen i ankesagen, der blev afsagt 8. april 1948, anså landsretten det for godtgjort, at Sehested i forståelse med von Löw som repræsentant for besættelsesmagten havde søgt iværksat et politisk samarbejde mellem L.S., Bondepartiet og DNSAP for at tilvejebringe en samling af tyskvenlige grupper og derved give disse en stærkere politisk stilling. Selv om det var nærliggende at antage, at tiltalte herved tillige havde haft den tanke, at den tilstræbte politiske samling mulig engang kunne føre til, at grupperne fik andel i regeringsmagten, turde landsretten dog ikke slå fast, at tiltaltes forbindelse med besættelsesmagten havde haft til formål at formå denne til under en eventuel dansk-tysk krise at gribe ind og stille krav med hensyn til regeringens sammensætning, endsige til ligefrem at styrte regeringen og erstatte denne med en tyskorienteret regering. Tiltalte havde gjort gældende, at de omtalte samlingsbestræbelser, som ikke sigtede mod anvendelse af ikke forfatningsmæssige midler, alene havde haft til formål at modvirke den efter deres formening truende fare for, at besættelsesmagten skulle gribe ind i statsforvaltningen. Landsretten kunne imidlertid ikke godkende, at den frygt tiltalte måtte have næret i så henseende berettigede ham til efter resultatløse henvendelser til de lovlige danske myndigheder at gå den vej, for at modvirke faren, i forståelse med besættelsesmagten at søge indledt et samarbejde mellem de nævnte grupper. Tiltalte blev herefter for dette forhold anset for skyldig overtrædelse af straffelovstillæggets § 16, stk. 1, nr. 8, der fastsatte fængselsstraf for ”den, der … for at fremme tyske interesser … har ydet besættelsesmagten eller de med denne samarbejdende organisationer eller personer bistand med råd eller dåd.”  Sagen blev med tilladelse fra Justitsministeriet indbragt af både Sehested og anklagemyndigheden for Højesteret, der den 28. juni 1949 stadfæstede landsrettens afgørelse af dette skyldsspørgsmål og den af landsretten fastsatte samlede straf på fængsel i 8 år. 

## Sehesteds redegørelse for mødet
I erindringsbogen Broholm-mødet og andre erindringer fra besættelsestiden har Sehested givet sin redegørelse for mødet. Et hovedanliggende for Sehested er at påvise, at tyskerne i midten af maj 1940 havde planer om indgreb i landets styreform. Han vil have det brev, han skrev til kongen den 16. maj 1940, opfattet som et ord i rette tid, der forhindrede »en dag, der var værre end 9. april«. Han hævder tillige, at skabelsen af en fællesfront af tyskvenlige grupper gennem LS-erklæringen af 17. juni 1940 og Broholm-mødet afværgede tyske planer om at overtage styret herhjemme og skabe et rigskommissærstyre som i Norge. Han hævder også, at det var gennem hans indsats, at eksportpriserne til Tyskland blev betydeligt forhøjet i oktober, og at det var takket være Frits Clausen, at Sønderjylland i sommeren 1940 undgik at blive indlemmet i Tyskland.
Historikeren, dr.phil. Aage Trommer finder ikke, at Sehested som historieskriver holder det faglige mål for kvalitet. Hans præmisser kan ikke bære de konklusioner, han når frem til, han lader sig nøje med tvivlsomme anden- og tredjehåndsudsagn, han citerer sjusket og unøjagtigt, og han læser sammenhænge og meninger ind i kilderne, som de overhovedet ikke giver grundlag for. Ifølge Trommer var der ikke nogen tysk plan om indgreb i landets styreform. Tyskerne var helt klar over, at Frits Clausen gerne ville til magten, men man fandt det i 1940 ikke formålstjenligt, at Tyskland blandede sig i Danmarks indre forhold. Tysklands umiddelbare interesse var at få så meget ud af Danmark som økonomisk muligt, og på det punkt kunne en tyskorienteret regering nemt lide skibbrud. Det brev, Sehested skrev til kongen den 16. maj 1940 fik ingen indflydelse på Amalienborg – Sehested har oven i købet selv umiddelbart efter brevet erkendt, at »ingen påvirkninger eller forestillinger vil kunne overbevise Hans Majestæt om nødvendigheden af at fjerne regeringen«. Der er heller ikke hold i Sehesteds opfattelse af betydningen af LS-erklæringen og Broholm-mødet og af hans indsats for den betydelige forhøjelse af eksportpriserne til Tyskland..